# Vuelta a España 2002
Die 57. Vuelta a España wurde vom 7. September bis zum 29. September 2002 ausgetragen. Nach 21 Etappen mit einer Gesamtlänge von 3143,2 Kilometern gewann Aitor González mit 2 Minuten und 14 Sekunden Vorsprung vor Roberto Heras.
Während der Rundfahrt gab es 18 normale Etappen, zwei Einzelzeitfahren und ein Mannschaftszeitfahren.
Die 15. Etappe endete mit einem Eklat. Nachdem sich bereits viele Fahrer über die Strecke zum Alto de Angliru beschwert hatten, stieg David Millar zwei Meter vor dem Zielstrich vom Rad, nahm seine Rückennummer ab und gab aus Protest das Rennen auf.

## Etappen
| Etappe     | Tag           | Start – Ziel                                           | km         | Etappensieger         | Gesamtwertung     |
| ---------- | ------------- | ------------------------------------------------------ | ---------- | --------------------- | ----------------- |
| 1. Etappe  | 7. September  | Valencia – Valencia                                    | 41,2 (MZF) | ONCE-Eroski           | Joseba Beloki     |
| 2. Etappe  | 8. September  | Valencia – Alcoi                                       | 144,7      | Danilo Di Luca        | Joseba Beloki     |
| 3. Etappe  | 9. September  | San Vicente del Raspeig – Murcia                       | 134,2      | Mario Cipollini       | Joseba Beloki     |
| 4. Etappe  | 10. September | Águilas – Roquetas de Mar                              | 149,5      | Aitor González        | Joseba Beloki     |
| 5. Etappe  | 11. September | El Ejido – Sierra Nevada                               | 196        | Guido Trentin         | Mikel Zarrabeitia |
| 6. Etappe  | 12. September | Granada – Sierra de la Pandera (Jaén)                  | 153,1      | Roberto Heras         | Óscar Sevilla     |
| 7. Etappe  | 13. September | Jaén – Málaga                                          | 196,8      | Mario Cipollini       | Óscar Sevilla     |
| 8. Etappe  | 14. September | Málaga – Ubrique                                       | 173,6      | Aitor González        | Óscar Sevilla     |
| 9. Etappe  | 15. September | Córdoba – Córdoba                                      | 130,2      | Pablo Lastras         | Óscar Sevilla     |
| 10. Etappe | 16. September | Córdoba – Córdoba                                      | 36,5 (EZF) | Aitor González        | Óscar Sevilla     |
| Ruhetag    |               |                                                        |            |                       |                   |
| 11. Etappe | 18. September | Alcobendas – Collado Villalba                          | 166,1      | Pablo Lastras         | Óscar Sevilla     |
| 12. Etappe | 19. September | Segovia – Burgos                                       | 210,5      | Alessandro Petacchi   | Óscar Sevilla     |
| 13. Etappe | 20. September | Burgos – Santander                                     | 189,8      | Giovanni Lombardi     | Óscar Sevilla     |
| 14. Etappe | 21. September | Santander – Gijón                                      | 190,2      | Sergei Smetanin       | Óscar Sevilla     |
| 15. Etappe | 22. September | Gijón – Alto de Angliru (La Vega-Riosa)                | 176,7      | Roberto Heras         | Roberto Heras     |
| Ruhetag    |               |                                                        |            |                       |                   |
| 16. Etappe | 24. September | Avilés – León                                          | 154,7      | Santiago Botero       | Roberto Heras     |
| 17. Etappe | 25. September | Benavente – Salamanca                                  | 145,5      | Angelo Furlan         | Roberto Heras     |
| 18. Etappe | 26. September | Salamanca – Estación de Esquí La Covatilla (Béjar)     | 193,7      | Santiago Blanco       | Roberto Heras     |
| 19. Etappe | 27. September | Béjar – Ávila                                          | 177,8      | Vicente García Acosta | Roberto Heras     |
| 20. Etappe | 28. September | Ávila – Warner Bros. Park                              | 141,2      | Angelo Furlan         | Roberto Heras     |
| 21. Etappe | 29. September | Warner Bros. Park – Estadio Santiago Bernabéu (Madrid) | 41,2 (EZF) | Aitor González        | Aitor González    |